# Aion Y
Der Aion Y ist ein batterieelektrisch angetriebenes Sport Utility Vehicle der zur Guangzhou Automobile Industry Group gehörenden Marke Aion.

## Geschichte
Vorgestellt wurde das Fahrzeug im November 2020 auf der Guangzhou Auto Show. Seit März 2021 wird das SUV auf dem chinesischen Heimatmarkt verkauft. Der im April 2021 auf der Shanghai Auto Show vorgestellte Hycan Z03 basiert auf dem Aion Y.
Das überarbeitete und etwas längere Modell Aion Y Plus wurde im Juli 2022 vorgestellt und kam im September 2022 auf den Markt.

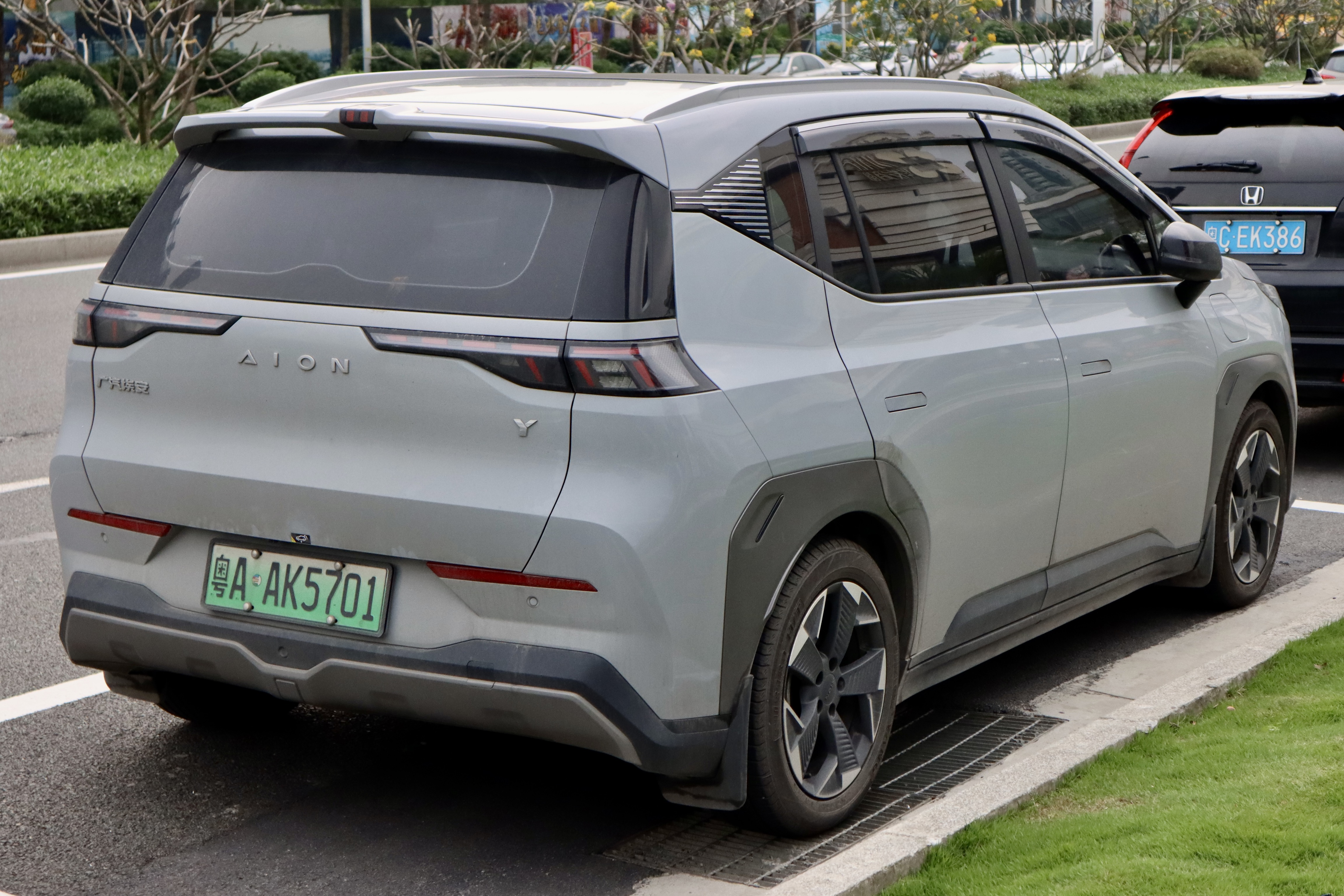
Heckansicht
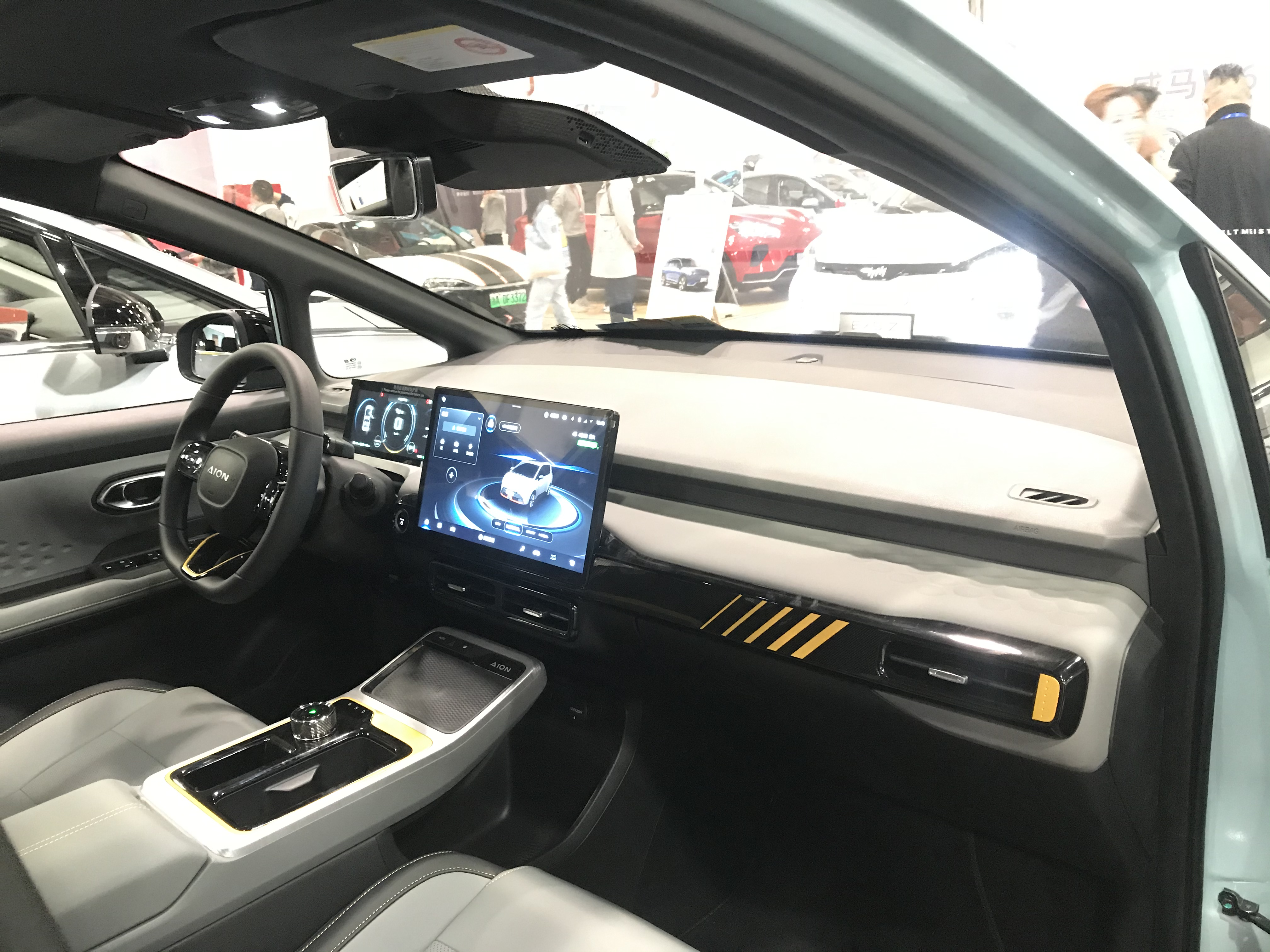
Innenansicht
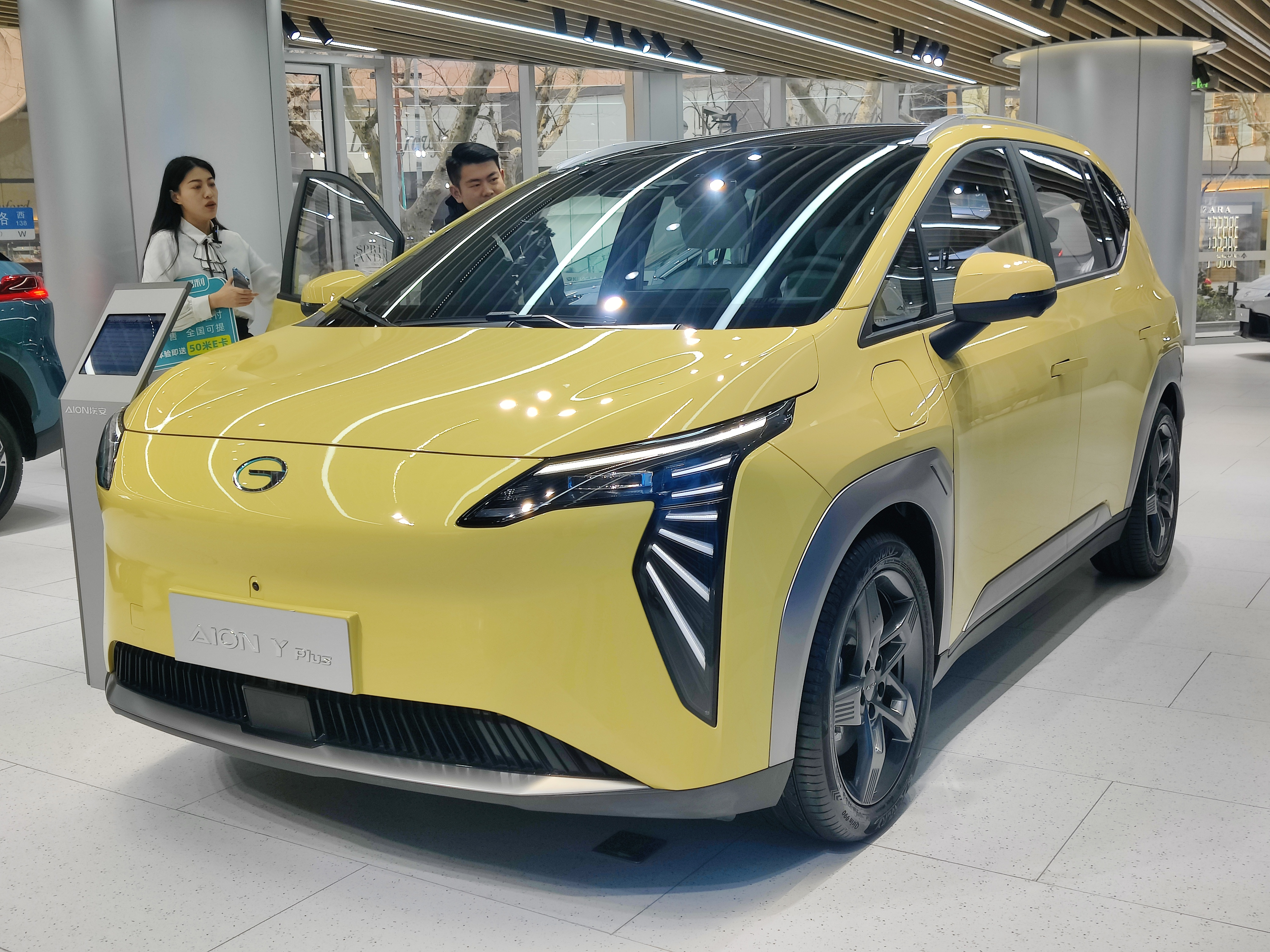
Aion Y Plus (seit 2022)
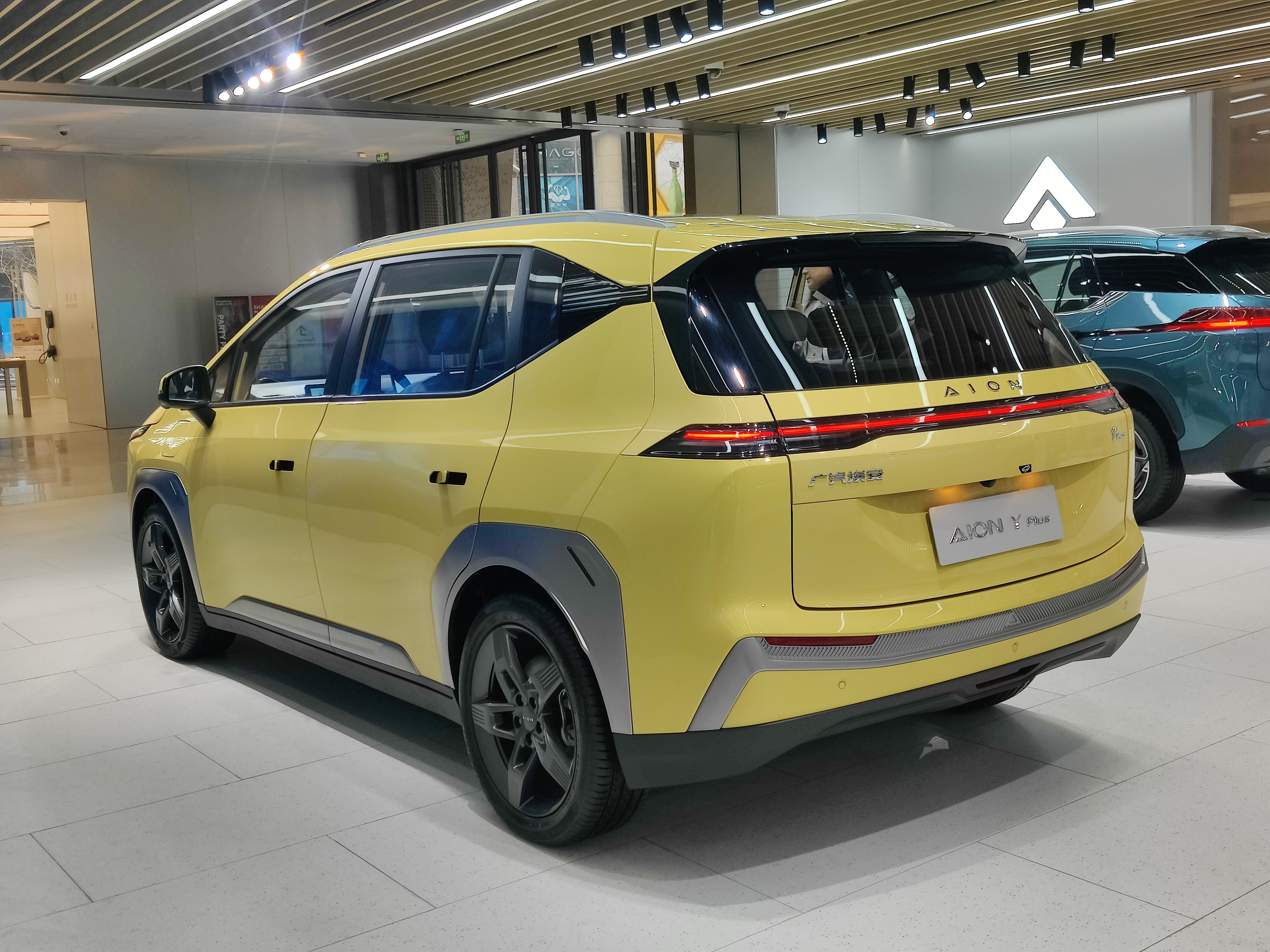
Heckansicht

## Technische Daten
Angetrieben wird der Y von einem an der Vorderachse positionierten Permanentmagnet-Synchronmotor mit maximal 135 kW (184 PS). Ein von GAC entwickelter Lithium-Eisenphosphat-Akkumulator in drei Größen soll eine Reichweite nach NEFZ von bis zu 600 km ermöglichen. Der Y Plus hat maximal 150 kW (204 PS).
|                             | 60                                      | 70                                      | 80                                      | Plus 310                                | Plus Younger                            | Plus 70                                 | Plus 80                                 | Plus 430                                | Plus 510                                | Plus 610                                |
| --------------------------- | --------------------------------------- | --------------------------------------- | --------------------------------------- | --------------------------------------- | --------------------------------------- | --------------------------------------- | --------------------------------------- | --------------------------------------- | --------------------------------------- | --------------------------------------- |
| Bauzeitraum                 | 03/2021–11/2021                         | 03/2021–09/2022                         | 03/2021–09/2022                         | 03/2024–06/2025                         | 03/2023–06/2025                         | 09/2022–06/2025                         | 09/2022–06/2025                         | seit 06/2025                            | seit 06/2025                            | seit 06/2025                            |
| Motorkenndaten              |                                         |                                         |                                         |                                         |                                         |                                         |                                         |                                         |                                         |                                         |
| Motorart                    | Permanentmagnet-Synchronmotor           | Permanentmagnet-Synchronmotor           | Permanentmagnet-Synchronmotor           | Permanentmagnet-Synchronmotor           | Permanentmagnet-Synchronmotor           | Permanentmagnet-Synchronmotor           | Permanentmagnet-Synchronmotor           | Permanentmagnet-Synchronmotor           | Permanentmagnet-Synchronmotor           | Permanentmagnet-Synchronmotor           |
| max. Leistung               | 70 kW (95 PS)                           | 135 kW (184 PS)                         | 135 kW (184 PS)                         | 100 kW (136 PS)                         | 100 kW (136 PS)                         | 150 kW (204 PS)                         | 150 kW (204 PS)                         | 100 kW (136 PS)                         | 100 kW (136 PS)                         | 150 kW (204 PS)                         |
| max. Drehmoment             | 225 Nm                                  | 225 Nm                                  | 225 Nm                                  | 176 Nm                                  | 176 Nm                                  | 225 Nm                                  | 225 Nm                                  | 176 Nm                                  | 176 Nm                                  | 225 Nm                                  |
| Kraftübertragung            |                                         |                                         |                                         |                                         |                                         |                                         |                                         |                                         |                                         |                                         |
| Antrieb                     | Vorderradantrieb                        | Vorderradantrieb                        | Vorderradantrieb                        | Vorderradantrieb                        | Vorderradantrieb                        | Vorderradantrieb                        | Vorderradantrieb                        | Vorderradantrieb                        | Vorderradantrieb                        | Vorderradantrieb                        |
| Getriebe                    | Festes Übersetzungsverhältnis           | Festes Übersetzungsverhältnis           | Festes Übersetzungsverhältnis           | Festes Übersetzungsverhältnis           | Festes Übersetzungsverhältnis           | Festes Übersetzungsverhältnis           | Festes Übersetzungsverhältnis           | Festes Übersetzungsverhältnis           | Festes Übersetzungsverhältnis           | Festes Übersetzungsverhältnis           |
| Antriebsbatterie            |                                         |                                         |                                         |                                         |                                         |                                         |                                         |                                         |                                         |                                         |
| Zellchemie                  | Lithium-Eisenphosphat-Akkumulator (LFP) | Lithium-Eisenphosphat-Akkumulator (LFP) | Lithium-Eisenphosphat-Akkumulator (LFP) | Lithium-Eisenphosphat-Akkumulator (LFP) | Lithium-Eisenphosphat-Akkumulator (LFP) | Lithium-Eisenphosphat-Akkumulator (LFP) | Lithium-Eisenphosphat-Akkumulator (LFP) | Lithium-Eisenphosphat-Akkumulator (LFP) | Lithium-Eisenphosphat-Akkumulator (LFP) | Lithium-Eisenphosphat-Akkumulator (LFP) |
| Energieinhalt               | 55,5 kWh                                | 64,0 kWh                                | 76,8 kWh                                | 37,9 kWh                                | 51,9 kWh                                | 64,0 kWh                                | 76,8 kWh                                | 49,8 kWh                                | 58,9 kWh                                | 68,2 kWh                                |
| Messwerte                   |                                         |                                         |                                         |                                         |                                         |                                         |                                         |                                         |                                         |                                         |
| Höchstgeschwindigkeit       | 130 km/h                                | 150 km/h                                | 150 km/h                                | 150 km/h                                | 150 km/h                                | 150 km/h                                | 150 km/h                                | 150 km/h                                | 150 km/h                                | 150 km/h                                |
| Beschleunigung, 0–100 km/h  | k. A.                                   | k. A.                                   | k. A.                                   | k. A.                                   | k. A.                                   | k. A.                                   | k. A.                                   | k. A.                                   | k. A.                                   | k. A.                                   |
| Energieverbrauch auf 100 km | 13,8 kWh                                | 13,8 kWh                                | 13,8 kWh                                | 12,6 kWh                                | 12,9 kWh                                | 13,8 kWh                                | 13,8 kWh                                | 12,9 kWh                                | 12,9 kWh                                | 12,6 kWh                                |
| Reichweite nach CLTC        | 410 km                                  | 500 km                                  | 600 km                                  | 310 km                                  | 430 km                                  | 510 km                                  | 610 km                                  | 430 km                                  | 510 km                                  | 610 km                                  |

## Verkaufszahlen
Der Aion Y wurde 2023 weltweit 235.861 verkauft.
|  |

|  |

|  |

|  |

|  |

|  |

|  |

|  |

|  |

|  |

|  |

|  |

|  |

|  |

|  |

|  |

|  |

|  |

|  |

|  |

|  |

|  |

|  |

|  |

|  |

|  |

|  |

|  |

|  |

|  |

|  |

|  |

|  | Aion Y (355.548) |

|  | Aion Y (355.548) |